# Vila de Gràcia
Vila de Gràcia este un cartier din districtul 6, Gràcia, al orasului Barcelona.